# Rimska cesta
Rímske céste  (lat. viae [vìje]) so bile v antičnem Rimu magistrale, ki so vodile iz prestolnice. V samem začetku so to bile normalne poti do sosednjih krajev, a v 5. stoletju pr. n. št. je prevzela skrb za ceste vojska, kar je dalo pravi zagon gradnji in predvsem standardizaciji teh prometnih poti. Prvi zakon, ki je urejeval gradnjo cest, Duodecim tabulae, je bil izdan približno leta 450 pr. n. št. in je med drugim določal pravila za tlakovanje, širino cestišča in pravico do rabe privatnih zemljišč (zemljiške služnosti).

## Vrste cest
Po pomembnosti so se rimske ceste delile v:
- javne ceste (via publica = javna cesta), ki so se financirale iz državnega proračuna in so jih gradili vojaki; imenovale so se po konzulu (via consularis) ali pretorju (via preatoria), ki jih je dal graditi. Med javne ceste so se prištevale tudi tiste, ki so jih zgradili privatniki na lastne stroške in na lastnem zemljišču, a so dovolili, da se po njih odvija javni promet. To so bile v glavnem ceste, ki so vodile od bogatih vil do priključka na državno cesto.
- privatne ceste (via privata = zasebna cesta), ki so jih gradili posamezniki kot povezavo med svojim posestvom in državno cesto, a lastnik ni dovolil javne uporabe oziroma cestišča niso zadostila vsem pravilom javne gradnje (via rustica); napol izdelana cestišča, ki so ustavila tlakovanje pred nanosom betona (via glarea); zasilna cestišča, recimo pokrita s samo eno plastjo grušča (via agraria); kolovozi (via terrena), ki sploh niso bili tlakovani.
- mestne ulice (via vicinalis), ki so povezovale stanovanjske hiše večjih središč in večja središča z zaselki.

## Zemljiška služnost
Rimske ceste so zanimiv primer tedanje zakonodaje. Po eni strani je imela cesta, ki jo je gradila država, popolno prednost pred zasebno lastnino. Zakon ni samo predvideval brezpogojno razlastitev privatnih zemljišč za gradnjo ceste, pač pa je celo dovoljeval prehod preko obdelanih polj v slučaju, da bi bila cesta poškodovana. To je zgovoren primer prevladovanja javne koristi nad zasebnim, ki je bilo značilno za republikansko ustavo. Po drugi strani je treba upoštevati, da je prav ta poseg v zasebno lastnino povzročil kar najbolj solidno izdelavo cest, da bi bilo lahko koriščenje privatnih zemljišč zares le »slučajno«. Prav tako je bila predhodna razlastitev popolna, se pravi brez odkupa, ker so se upoštevale koristi, ki jih bo cesta prinesla bivšemu lastniku parcele. Večkrat so privatniki celo občutno prispevali k sredstvom za gradnjo ceste po njihovih zemljiščih.

## Cestišče
Duodecim tabulae je določal, da mora biti cestišče 2,45 m široko na ravnih odsekih in 4,90 m na ovinkih, sicer se cesta ni smela imenovati via, kar je tudi pomenilo, da ni bila državna. V poznejših časih se je širina ceste ustalila med štirimi in šestimi metri, kar je dovoljevalo normalno srečanje dveh vozov. Kljub temu so manjši odseki nekaterih cest komaj presegali meter širine, verjetno zaradi težav pri gradnji. Nasprotno pa so nekateri drugi odseki do 7,4 m široki, za katere se domneva, da so bila nekakšna počivališča.
Posebno v prvih obdobjih so bile ceste brez ovinkov, kar je včasih pomenilo tudi do 20 % naklona. Manjše vzpetine so bile odstranjene. Večje skalnate vzpetine so bile prekopane s predori. Čez reke so bili zgrajeni mostovi, v čemer so bili Rimljani pravi mojstri. Posebno v Padski nižini so bili zgrajeni nad močvirji predhodniki današnjih viaduktov: najprej so bili zabiti v dno močvirja kamniti stebri za rob cestišča, nato je bil prostor med stebri napolnjen s skalami, gruščem in betonom tudi do 2 m nad vodo.

## Tlakovanje
Ko je bila določena lokacija ceste in so bile izvršene zadevne meritve, je bil teren razoran in izkopan do trdne podlage (skale). Nastali jarek, ki je bil pri različnih terenih seveda bolj ali manj globok, je bilo treba nato napolniti. Ponekod je bila prva plast iz peska, baje zaradi preprečitve poškodb v slučaju potresa. Sicer je bila prva plast iz kamnov, nato iz debelega grušča in končno iz drobnega grušča, ki je bil skrbno utrjen in izravnan. To je bila podlaga ceste, ki je bila za silo že prehodna. Naslednja plast je bila iz večjih ploščatih kamnov, ki so bili postavljeni čim bliže eden ob drugem. Praznine med njimi so bile nato zalite z grobim betonom. Ko se je ta posušil, je bila dodana plast finega betona, v katero so bili potisnjeni ploščati kamni do popolne izravnave tal. To so kamni, ki so vidni še danes, po izrabi vmesnega betona. Po rimskih cestah torej vožnja in hoja nista bili tako naporni, kot se danes zdi, saj sploh niso bile tako grobe, kot jih vidimo danes. Nasprotno, bile so gladke in čiste. Zadnja plast tlakovanja je bila namreč po sredini cestišča rahlo vzbočena, kar je dovoljevalo odtok deževnice.

## Obcestni miljni kamni
V začetku 3. stoletja pr. n. št. je bila glavna rimska cesta Via Appia opremljena z obcestnimi kamni, na katerih so bili vklesani razni podatki, najvažnejši je bil razdalja od rimskega obzidja. Leta 123 pr. n. št. je bil na predlog Gaja Sempronija Graka sprejet zakon, ki je kamne predpisal za vse ceste. Od leta 20 pr. n. št. se razdalja ni računala več od obzidja, pač pa od »zlatega miljnega kamna« (miliarium aureum) v središču Rima.
Ti obcestni kamni, izdelani iz enega samega kosa, so imeli obliko okroglega stebra na kvadratnem podstavku, ki je bil globoko zakopan v tla. Merili so okoli dva metra v višino in 60 cm v premer in so tehtali okoli 500 kg. Postavljeni so bili na vsakih 1478,5 metrov, to je tisoč rimskih korakov (= milia passuum), od koder izhaja izraz milja.

## Počivališča
Prvi koristniki cest je bila ojska, ki niso potrebovali prenočišč, saj so si vsak večer postavili tabor. Toda kmalu so postali glavni koristniki trgovci in država je postavila na vsakih 20–30 km nekakšne postaje, kjer je bilo treba pokazati potne listine. Med pregledom listin je bila potnikom na razpolago vila z gostiščem, ki bi se lahko primerjala današnjim hotelom. Običajno so ob državnih postajah zrasle vasi, vojaške postojanke in celo mesta. Privatni potniki, ki si niso mogli privoščiti visokega standarda trgovcev, so se ustavljali v skromnejših zasebnih hišah poleg državnih postaj. Ta počivališča so bila na slabem glasu in nevarna, ker so v njih normalno bivali roparji in prostitutke. Ker je pa vsaka hiša ob cesti po zakonu morala sprejemati goste, so se nekatere lepše vile, bolj oddaljene od državnih postaj, spremenile v luksuzna počivališča, ki so sprejemala samo najzahtevnejše stranke.
Organizacija počivališč, ki so na ta način nudila zavetje in oskrbo vseh vrst, je dovolila sorazmerno hitro potovanje. Ko je na primer cesar Tiberij hotel doseči umirajočega brata Druza, mu je štafeta med postajami omogočila, da je prepotoval razdaljo 500 milj (750 km) v 24 urah.

## V slovenskih krajih
Eno nam bolj znanih, stalno zasedenih oporišč so Rimljani zgradili pri Razdrtem. Glavna smer rimskega cestnega prometa je bila od jugozahoda proti vzhodu in severovzhodu.
Javorniki in Nanos, meje sežanskega in pivški Kras označujejo ozemlje, ki je bilo prometno zelo pomembno jedro najlažjega vzpona iz Sredozemlja do Vzhodnih Alp in ravnin srednje Evrope. Tukaj so potekale poti že od samih začetkov, ozemlje pa je bilo utrjeno in naseljeno ob prometnih poteh. 

## Mestne ulice
Ulice v samem mestu Rimu in pozneje v drugih mestih cesarstva ne spadajo v pojem rimskih cest. Imenovali so jih viae vicinales, kar bi lahko prevedli kot poti do sosedov. Bile so večinoma opremljene z odtočnimi kanali, prehodi za pešce in pločniki, kar je bilo pri cestah zelo redko. Za gradnjo in vzdrževanje ulic ni bila zadolžena država, temveč mestna uprava. Čeprav je posebno v prvih obdobjih pojem mesta in države sovpadal, so bile tovrstne dolžnosti od vselej strogo ločene. Ceste, ki se dajo primerjati z današnjimi avtocestami, so gradili edili (lat. magister aedilis), mestne ulice pa pretorji (praetor urbanus). Tudi za vzdrževanje prometnih zvez so bili posebej določeni štirje oskrbniki za ulice in dva za ceste, a ta sta bila pozneje ukinjena v prid vojaških oblasti. Ena od glavnih razlik med cesto in ulico je bila v pojmovanju namembnosti. Rimske ceste so bile predvsem sredstvo za vojaško napredovanje, hitro in neizprosno, kar je ideološko predstavljala prav brezpogojna odsotnost ovinkov. Nasprotno so bile mestne ulice namenoma speljane skozi ozke obokane prehode in so bile večkrat brez izhoda, kar naj bi v slučaju neredov oviralo množično prodiranje drhali proti vladnim palačam.